# District d'Hinterland
Le district d'Hinterland est un ancien district suisse, situé dans le canton de Appenzell Rhodes-Extérieures.

## Communes
- Herisau
- Hundwil
- Schönengrund
- Schwellbrunn
- Stein
- Urnäsch
- Waldstatt